# Alexandre Dumas (sin)
Alexandre Dumas jr. (Pariz, 27. srpnja 1824. – Yvelines, 27. listopada 1895.), francuski književnik iz XIX. stoljeća
Alexandre Dumas jr. rođen je u Parizu od majke Marie-Catherine Labay, krojačice i oca Alexandrea Dumasa sr., pisca. Dumas je sina priznao tek 1831. godine i osigurao mu najbolje obrazovanje. Zakon je Dumasu sr. omogućio da uzme sina majci i majčina agonija inspirirala je Dumasa jr. da piše o ženskim mukama i patnjama. Dumas jr. uvijek je pisao moralna djela, a u njegovoj drami Prirodni sin iz 1858. godine govori da otac mora priznati rođenog sina i oženiti ženu, to jest djetetovu majku.
Dumas jr. je 1844. godine otišao živjeti s ocem. Tu je upoznao Marie Duplessis, svoju inspiraciju za roman Dama s kamelijama (La dame aux camélias). Djelo je poslije adaptirano u dramu i bila je baza za Verdijevu operu Travijata iz 1853.
Godine 1864. Dumas jr. se ženi s Nadejom Naryschkine te s njom ima kćer, a nakon Nadejine smrti ženi se s Henrietteom Régnier.

## Djela

### Knjige
- Dama s kamelijama,
- Ljubavni roman,
- L’affaire Clemenceau, (1867.).

### Opere
- Travijata (1853.) - Giuseppe Verdi, temeljeno na Dami s kamelijama

### Drame
- Prirodni sin (1858.)